# Pulau Bayur (Cerenti)
Pulau Bayur is een bestuurslaag in het regentschap Kuantan Singingi van de provincie Riau, Indonesië. Pulau Bayur telt 1543 inwoners (volkstelling 2010).